# Leeuwendans

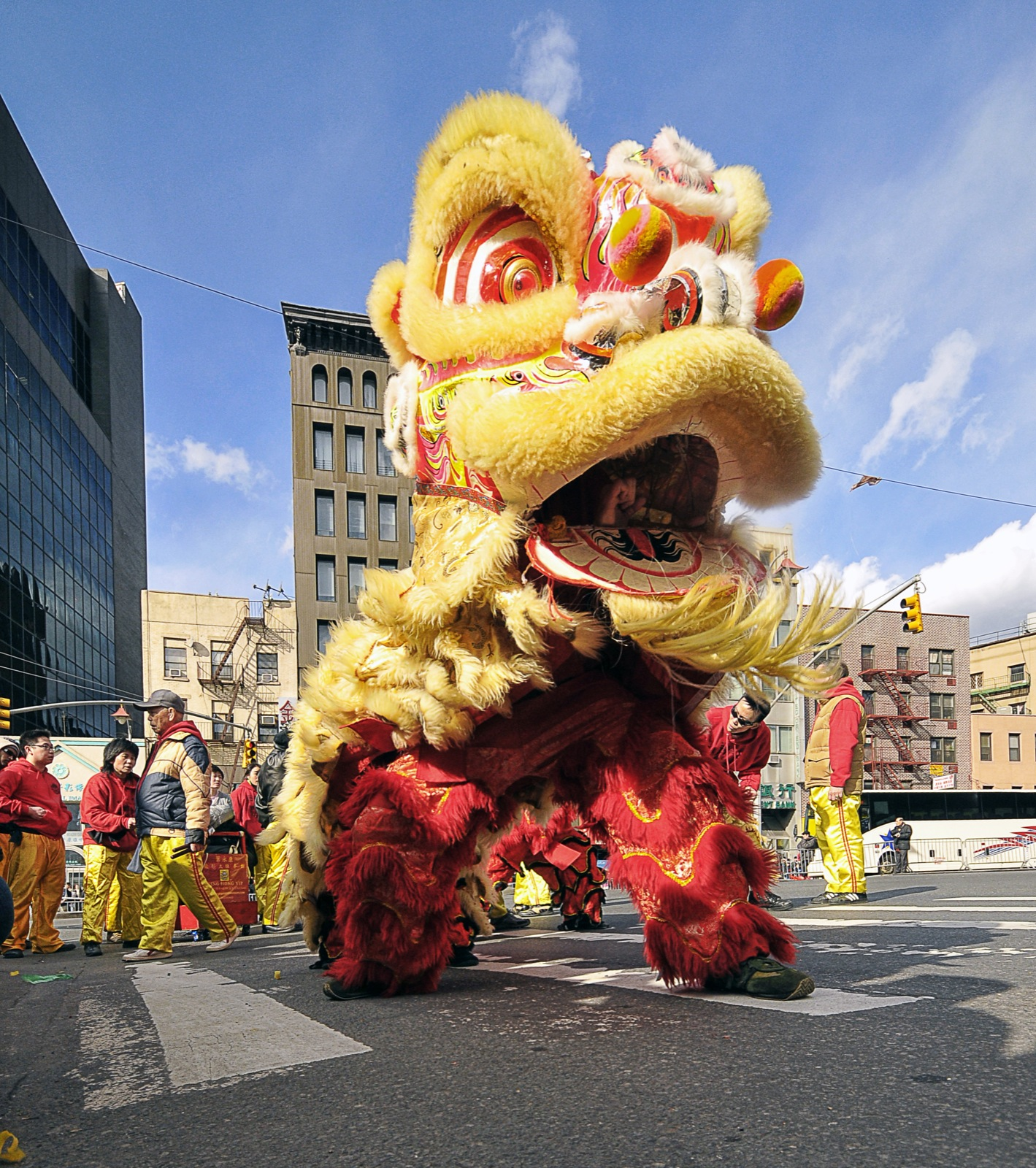
Leeuwendans in New York

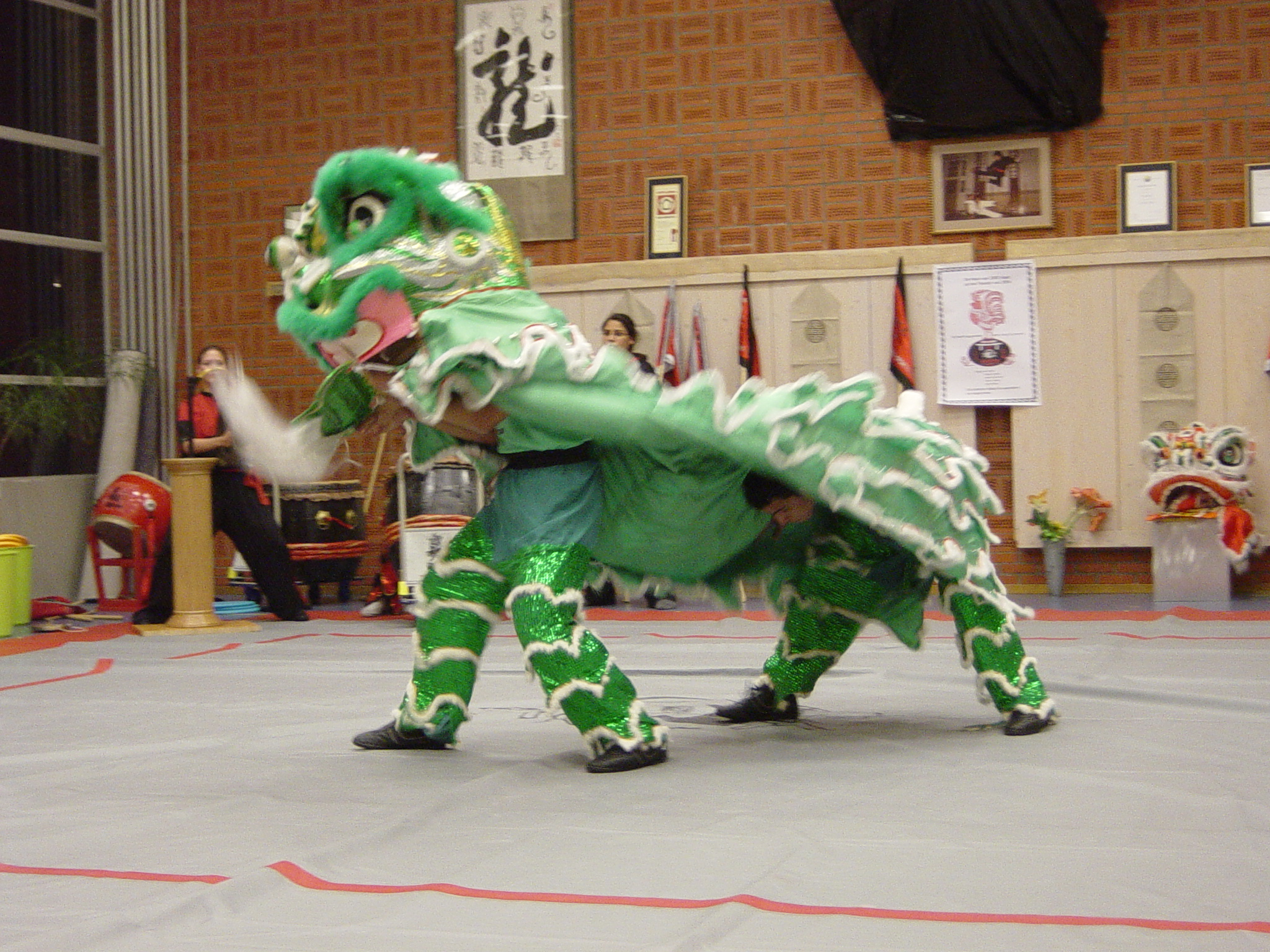
De leeuwendans

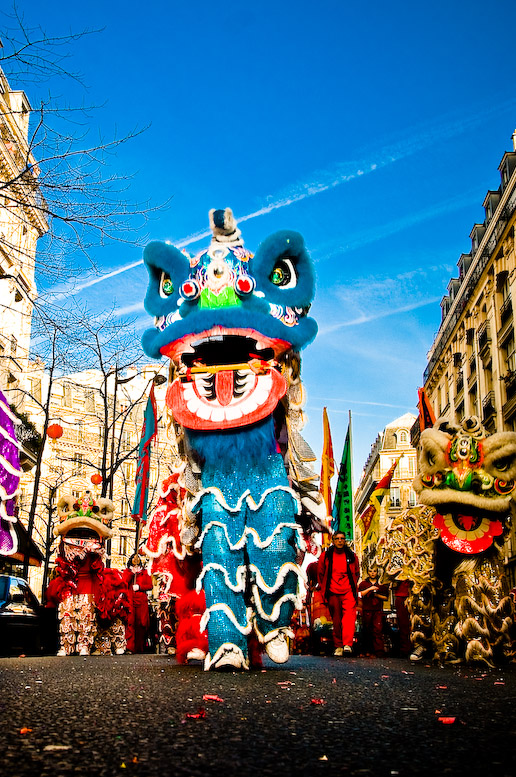
Leeuwendans in Parijs

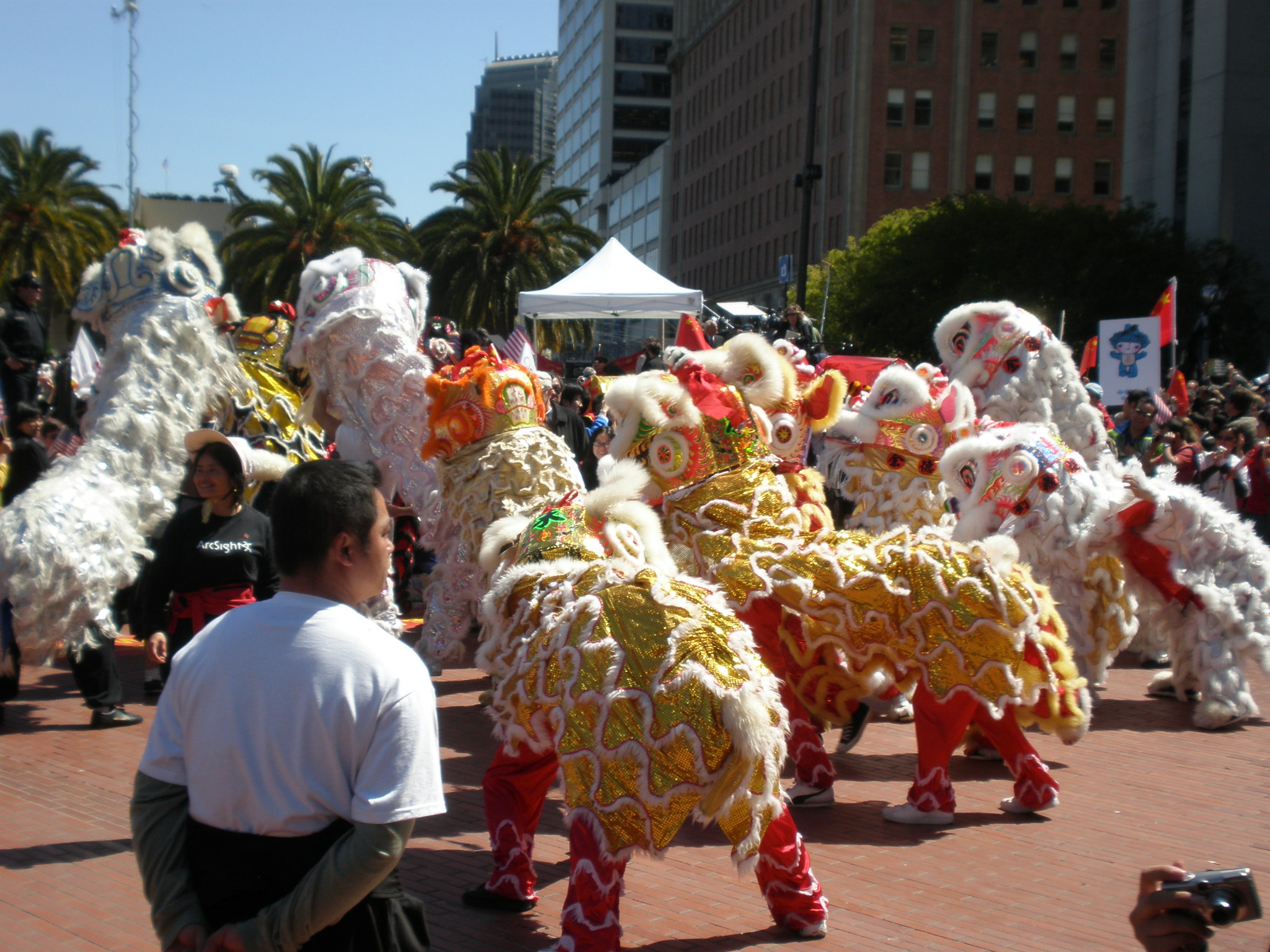
Leeuwendans

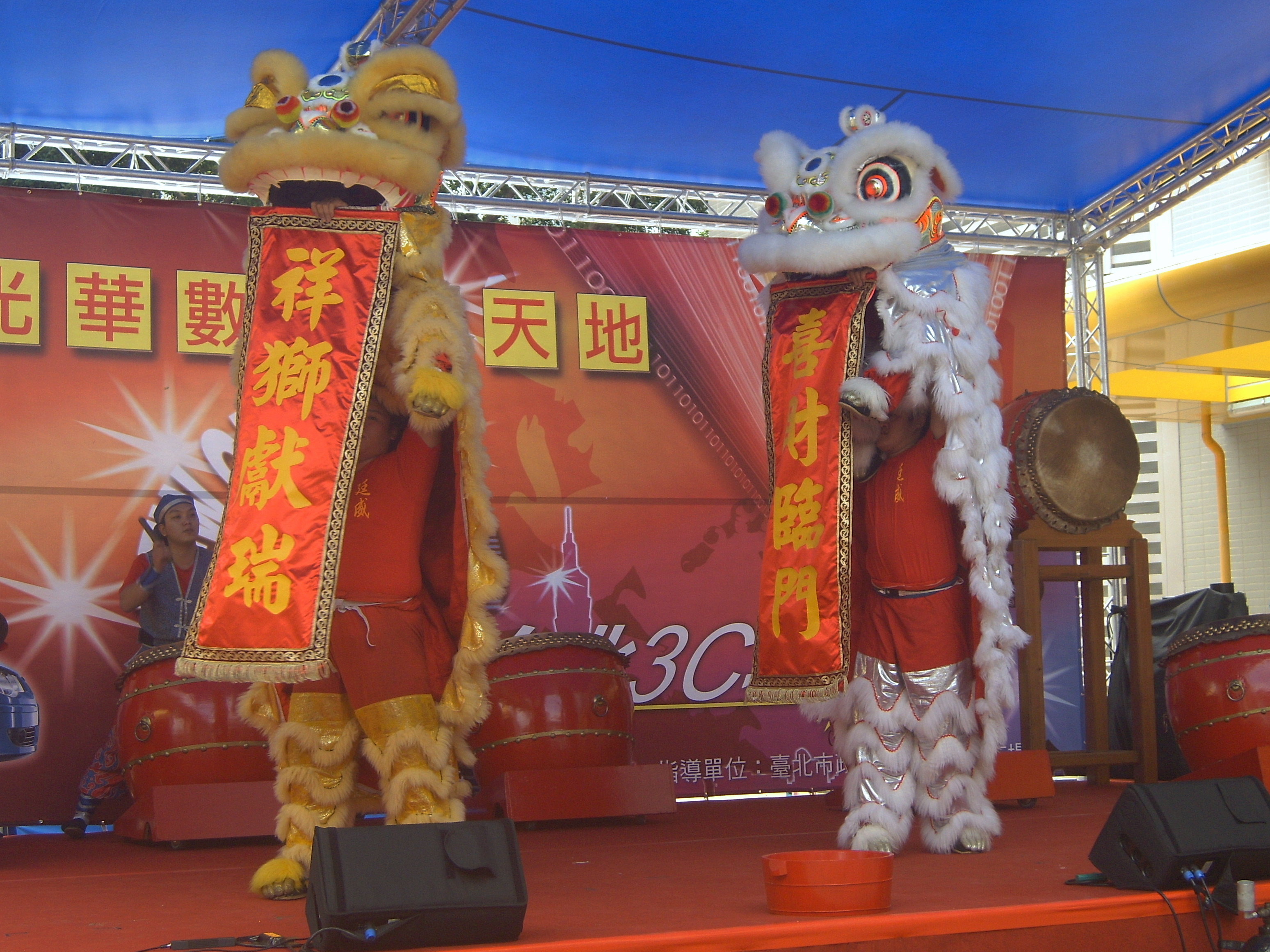
Leeuwendans

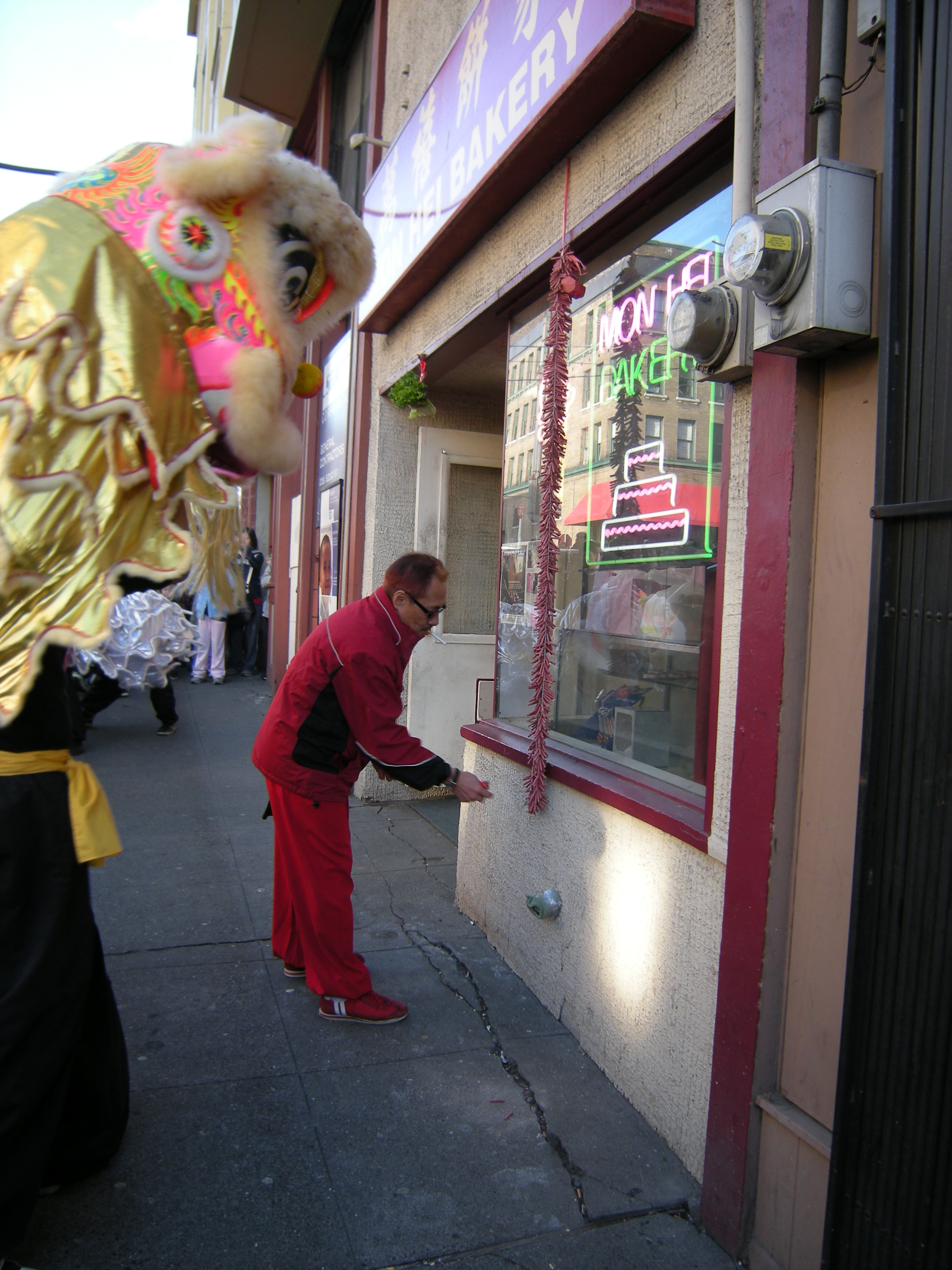
Er wordt vuurwerk aangestoken bij een bakkerij, 31 januari 2009

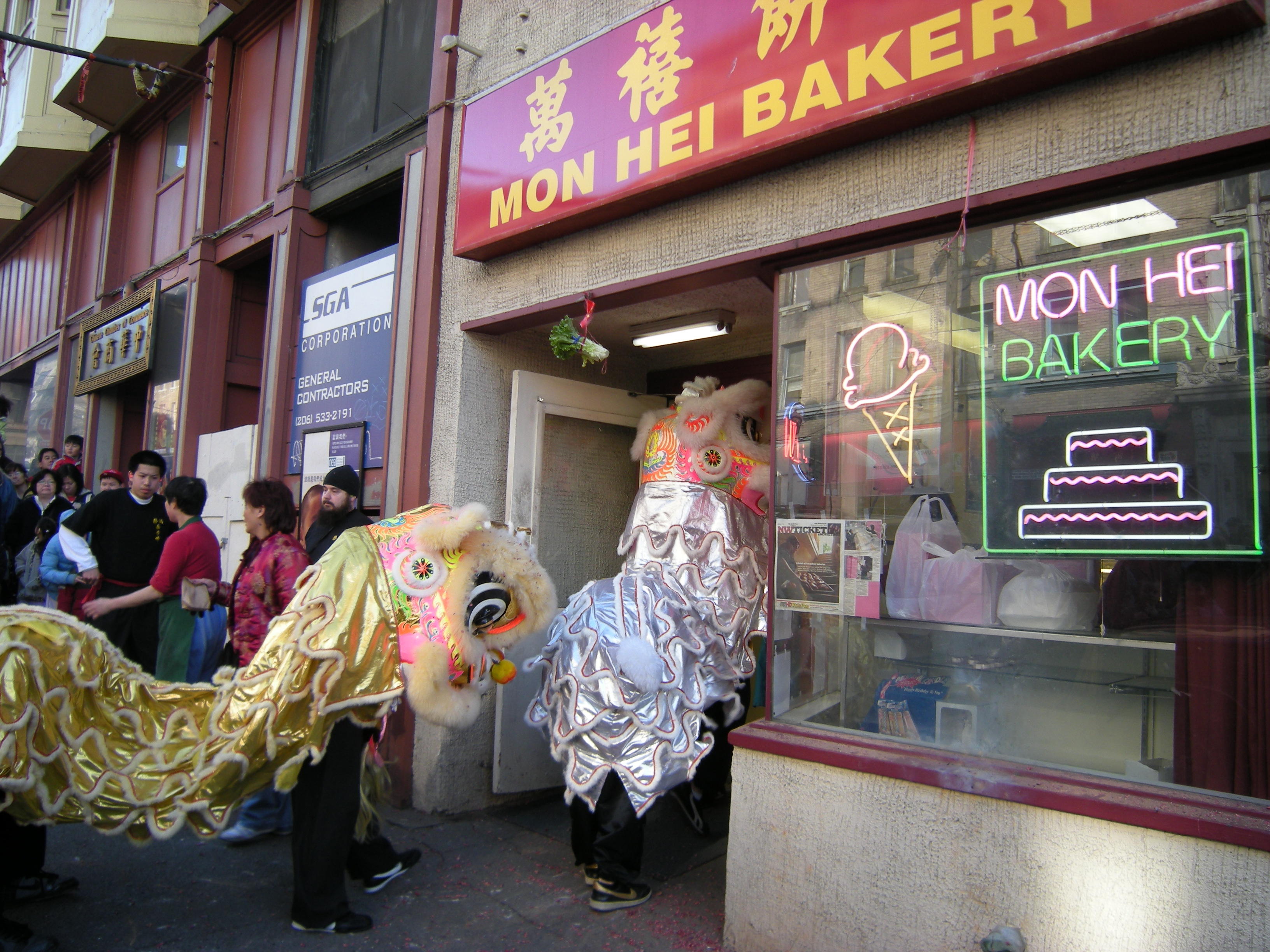
De leeuwen gaan een bakkerij binnen, 31 januari 2009

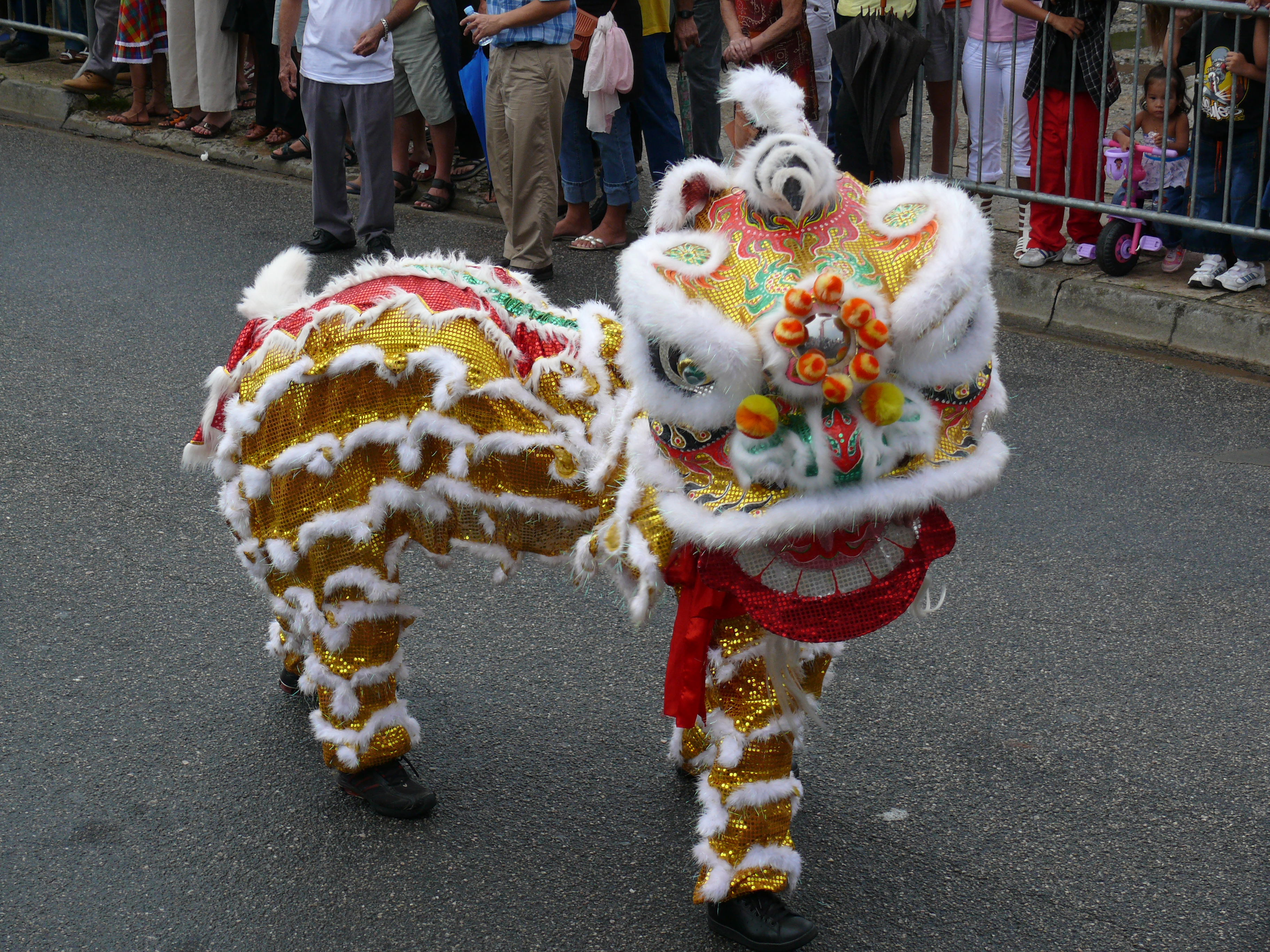
Leeuwendans

Een leeuwendans is een dans uit de eeuwenoude Chinese traditie en wordt geacht geluk en voorspoed te brengen. Het speelt een belangrijke rol in de traditionele Chinese godsdienst en op Chinese feestdagen.

## Ontstaan van de leeuwendans
De leeuwendans wordt uitgevoerd sinds de Tang-dynastie (618–906 AD). Over het ontstaan van de leeuwendans bestaan verschillende verhalen. 
Volgens een legende kreeg de Chinese Keizer op een avond een droom waarin een vreemd dier zijn leven redde. De volgende ochtend vertelde hij deze droom aan zijn ministers. Een van hen wist te vertellen dat het vreemde wezen leek op een dier uit het westen: de leeuw. De keizer droeg zijn lijfwachten op te bewegen zoals hij de leeuw dat in zijn droom had zien doen, en daarmee werd de eerste leeuwendans uitgevoerd.
Volgens een andere mythe verscheen eens een leeuw bij een klein dorp, en bracht daar een hoop schade aan. Een wushuexpert hoorde hiervan, trok naar de bergen om de leeuw te verslaan, vocht drie keer met de leeuw, maar het lukte hem niet de leeuw te vangen. Daarop riep hij een aantal dorpsbewoners en trainde hen in wushu. Gezamenlijk lukte het hun de leeuw te verslaan. De dorpsbewoners wilden dit vieren en volgden de stappen van de dappere strijders, en daarmee was de leeuwendans geboren.

## Nian, het nieuwjaarsmonster
Een ander verhaal grijpt nog veel verder terug, rond 2697 voor Christus, tijdens de heerschappij van de legendarische Gele Keizer. Rond nieuwjaar verscheen een vreemd wezen dat mensen en dieren verslond. Zijn naam was Nian, wat klinkt als het Chinese woord voor ‘jaar’. Hij was zo snel en zo sterk dat zelfs de os en de tijger niets tegen hem konden beginnen. In hun wanhoop vroegen de mensen de leeuw om hulp. De leeuw “spreidde zijn borst, hief zijn machtige hoofd en schudde zijn manen” en verwondde de Nian, die met de staart tussen zijn benen afdroop, met de kreet “Ik kom terug, ik neem wraak!” En inderdaad, precies een jaar later was de Nian terug. De leeuw was er echter niet omdat hij druk bezig was met zijn nieuwe taak, het bewaken van de keizerlijke poort. Daarop maakten de dorpsbewoners snel een beeld van de leeuw, van bamboe en doeken. Twee dappere mannen kropen onder de “leeuw”, en lieten deze rennen, springen en brullen. De Nian schrok hier zo van dat hij wegrende. En sindsdien dansen de leeuwen altijd op nieuwjaar, om het kwade opnieuw te verjagen.
In een ander verhaal over Nian, vraagt de keizer een wijze man om het probleem op te lossen. De wijze man vraagt Nian: “Waarom dood en vernietig je mensen? Die kunnen toch helemaal niet tegen je op? Je bewijst pas echt hoe sterk je bent door de andere monsters op aarde te vernietigen…” Nian neemt de uitdaging aan, en komt na een jaar terug, wanneer hij alle monsters op aarde heeft vernietigd. Maar op de dag dat hij terugkomt spelen een paar kinderen met vuurwerk, en ze merken hoe bang Nian is voor de knallen hiervan. Sindsdien wordt bij het Nieuwe Jaar knallend vuurwerk gebruikt om Nian, het laatste monster op aarde, te verjagen.

## Betekenis
Oorspronkelijk werd de leeuwendans alleen opgevoerd voor de keizer. Maar in de loop der jaren verspreidde de leeuwendans zich via het leger naar de burgers, en werd ze steeds meer onderdeel van het Chinese leven. Nu is de leeuwendans niet meer weg te denken: iedere feestdag, elke opening of het nu om een gebeurtenis of een bedrijf gaat… altijd wordt de leeuwendans opgevoerd. Deze verjaagt immers de boze geesten, en brengt geluk en voorspoed.

## De leeuw zelf
Een leeuw bestaat uit een groot hoofd van gekleurd en verstevigd papier rond een frame van bamboe en ijzerdraad. Binnen in het hoofd zitten koorden en hefbomen waarmee de danser de ogen, oren en mond van de leeuw kan bewegen. Achterlijf en staart worden gevormd door een lange, veelkleurige doek. Twee personen brengen de leeuw tot leven; zij dragen broeken die passen bij het achterlijf van de leeuw, terwijl hun bovenlichaam schuil gaat. De voorste persoon draagt het zware hoofd (en moet dus sterke schouders en armen hebben); de achterste persoon vormt voorovergebogen het achterlijf, waarvoor een sterke rug en sterke benen vereist zijn. Dat verklaart meteen waarom de leeuwendansen altijd door wushu-ers uitgevoerd worden: zij hebben de kracht, de flexibiliteit en het doorzettingsvermogen die nodig zijn voor een goede leeuwendans, en kennen de verschillende passen (kungfu-standen) die de leeuw uitvoert.

## Noordelijke en Zuidelijke leeuwen
In China bestaan geen leeuwen, vandaar dat de Chinese “leeuw” een merkwaardig wezen werd, dat net als de draak lijkt samengesteld uit verschillende andere dieren.
Er zijn twee typen leeuwen:
- De noordelijke leeuw is vaak rood met goud, heeft een harig lichaam, en representeert jeugd en speelsheid.
- De zuidelijke leeuw heeft een groter en ronder hoofd, met bont langs de ogen, oren en mond. Traditioneel bestaan er drie varianten van:
  - De rode leeuw heet “Generaal Guan Gong”, en staat voor loyaliteit, broederschap, eer en waardigheid. De rode leeuw is tegenwoordig de meest populaire leeuw, en heeft Guan Di (de oorlogsgod) als beschermheer.
  - De zwarte leeuw is een echte vechter, en hij staat voor agressie en kracht. De zwarte leeuw is altijd op zoek naar een uitdaging. In vroegere tijden hingen wushu-scholen vaak een zwarte leeuw buiten hun school. Dat betekende “wij zijn de besten”, en vormde een uitnodiging aan andere wushu-scholen om het tegendeel te bewijzen. De beschermheer van de zwarte leeuw is Zhang Fei, de jongere broer van Guan Gong.
  - De gele leeuw is de keizer. Hij staat voor macht, fortuin, en de hemelen, en representeert de keizerlijke troon. Zijn beschermheer is Liu Bi, de oudere broer van Guan Gong.

Naast deze traditionele leeuwen zie je tegenwoordig ook andere kleuren: goud, zilver, groen, wit, blauw, paars, oranje, enz. Goud en zilver zijn populair, want dat staat voor rijkdom. Witte leeuwen worden alleen bij begrafenissen gebruikt. 
Bao Trieu is van oorsprong een Zuid-Chinese wushu-school.

## De inwijding van de leeuw
Het meest belangrijke moment in het leven van een leeuw is zijn geboorte of inwijding. Zonder deze inwijding is de leeuw niet meer dan een stuk verstevigd papier met een doek eraan, een pop; tijdens de inwijding neemt de geest van de leeuw bezit van het omhulsel, en krijgt de leeuw zijn betekenis. De dianjing/点睛 of kaiguang/开光 (“het openen van de ogen”) wordt meestal uitgevoerd door de gastheer van een belangrijke gebeurtenis, door de meester van de wushuschool, door een taoïstische priester of door een ander hoogstaand en gerespecteerd persoon. Bij de ceremonie opent de inwijder de ogen, oren, mond en neus van de leeuw symbolisch door deze met rode verf aan te stippen; ook de staart en de poten worden aangestipt. In sommige taoïstische ceremonies wordt daarnaast het spiegelschild op het voorhoofd van de leeuw gemerkt met het bloed van een levende haan. Ook kan de leeuw gezuiverd worden door met een groene tak (liefst van de Bu-Look of pomeloboom) water over zijn lichaam te sprenkelen. Vervolgens krijgt de leeuw een rood lint om zijn hoorn gebonden, als symbool van moed en eer. Het lint moet de leeuw eraan herinneren alleen goede dingen te doen. Hieraan is een legende verbonden: eens werd een leeuw verleid door het kwaad, en als straf sneden de goden zijn hoofd af. Maar Guanyin, de godin van compassie, vond dat de leeuw zijn les had geleerd, en bond zijn hoofd weer vast met een rood lint.

## De leeuwendans
Een leeuwendans kent geen vaste volgorde; de dans wordt aangepast aan de gelegenheid en de situatie, en goede leeuwendansspelers improviseren veel tijdens de leeuwendans. 
Wel begint en eindigt de leeuwendans altijd met een drievoudige groet aan eigenaar/gastheer en gasten. Een aantal andere elementen: de leeuw verkent al snuffelend de omgeving, waarmee hij ongeluk en boze geesten verjaagt en geluk verspreidt. Daarna volgt vaak suai si, de slapende leeuw. De leeuw slingert met zijn hoofd alsof hij in slaap valt. De voeten van de dansers kruisen, en de leeuw valt terug in de paardenstand, alsof hij plotseling even wakker schrikt. Dan wint de slaap en gaat de leeuw liggen, waarbij het rollen van zijn hoofd duidelijk maakt dat de leeuw droomt. Andere elementen zijn het bijten naar vlooien, en het verzorgen van zijn toilet. Vervolgens wordt de leeuw langzamerhand actiever, krijgt hij honger en gaat hij op zoek naar eten. Daarmee start het belangrijkste deel van de leeuwendans: de chang.

## Chang, de uitdaging

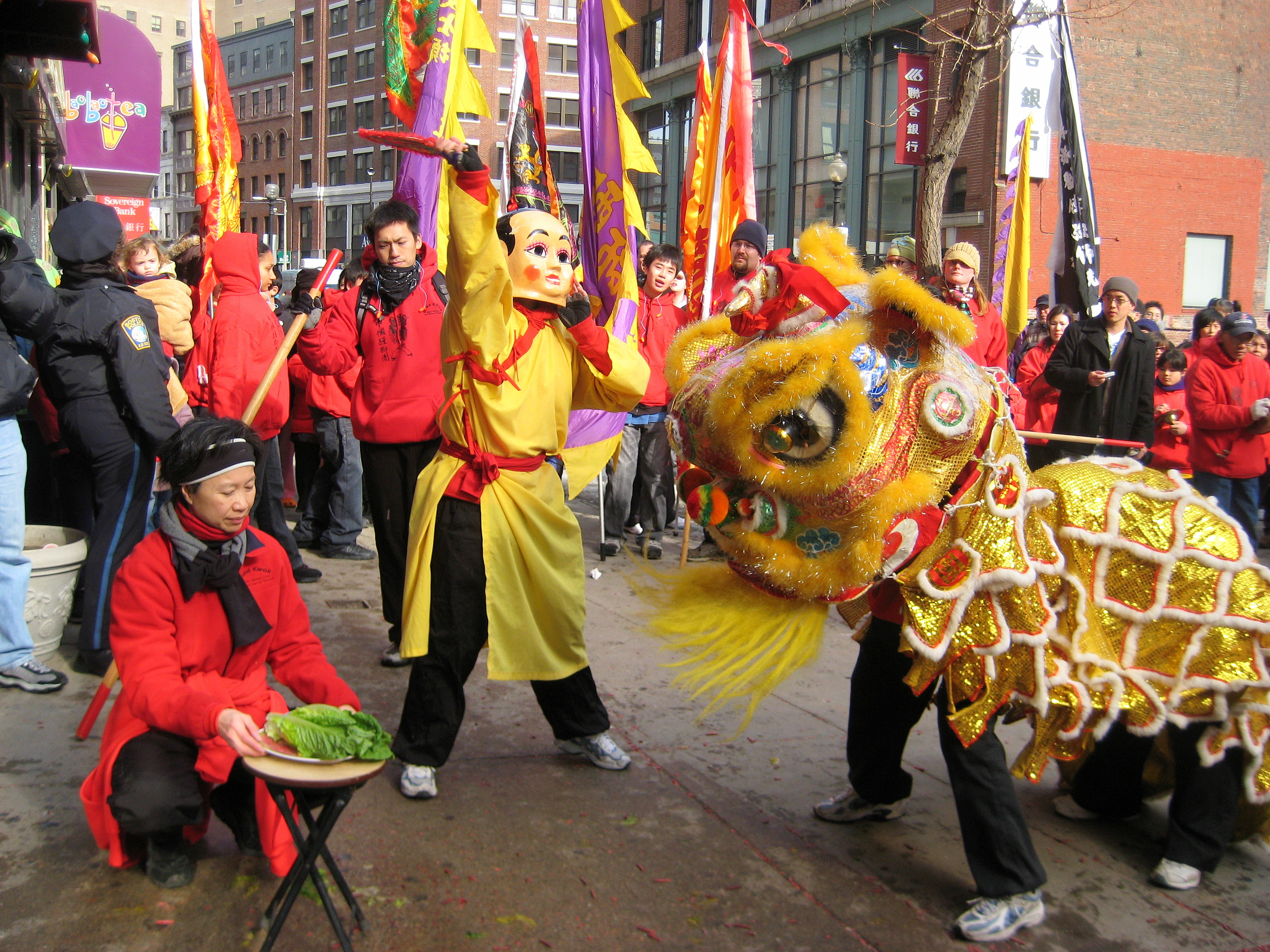
Voedsel bij de leeuwendans

De chang is het raadsel dat leeuw op moet lossen, of de uitdaging die de leeuw moet overwinnen. Vaak bestaat dit uit het vinden en eten van het voedsel. De belangrijkste vorm hiervan is choi chiang (“pak het groen”), waarbij ergens groene groente wordt opgehangen die de leeuw moet vinden en opeten. Naast de groente hangen vaak rode envelopjes met geluksgeld of de beloning voor de leeuwendansers. De chang laat zien dat geluk en voorspoed niet vanzelf komen: je moet er wel iets voor doen! 
Naast de choi chiang zijn er ook meer symbolische changs, waarbij de leeuw een aantal groenten en vruchten op een bepaalde manier op een bord moet leggen en sinaasappels en/of mandarijnen opeet. 
Na het eten kauwt de leeuw een tijdje op zijn voedsel; vervolgens barst hij onder luid tromgeroffel uit en spuwt hij het eten (bladeren van de groente of de schillen van het fruit) om zich heen. Dit is een zegening; een teken dat de toekomst overvloedig zal zijn. 
Over de oorsprong van de choi chang bestaat nog een aardig verhaal: tijdens de Qing-dynastie mocht de Chinese gevechtskunst niet in het openbaar beoefend worden, en oefenden de Chinese rebellen via de leeuwendans in het geheim, onder het mom van een ceremoniële feestviering. In werkelijkheid verspreidden de leeuwendansers op deze manier informatie, en verzamelden ze geld voor het verzet tegen de Qing (Ching in het Standaardkantonees wat ook Mantsjoe betekent) bezetters. De danser aan het hoofd riep dan Choi Ching (‘pak de Ching!’) om aan te geven dat hij ook bij het verzet hoorde. Maar omdat Ching-informanten dat gemakkelijk konden herleiden, werd de kreet al snel Choi Chiang (‘pak het groen’), een kreet die nu nog steeds gebruikt wordt wanneer de leeuw achter de groente en de hongbao aangaat.

## De emoties van de leeuw
De leeuw kent 8 emoties: agressie, honger, angst, dronkenschap, slaap, nieuwsgierigheid, opwinding en voorzichtigheid. Een goede leeuwendanser weet deze emoties tijdens de leeuwendans haarfijn uit te drukken, waardoor de leeuw echt tot leven komt.

## Leeuwendansmuziek

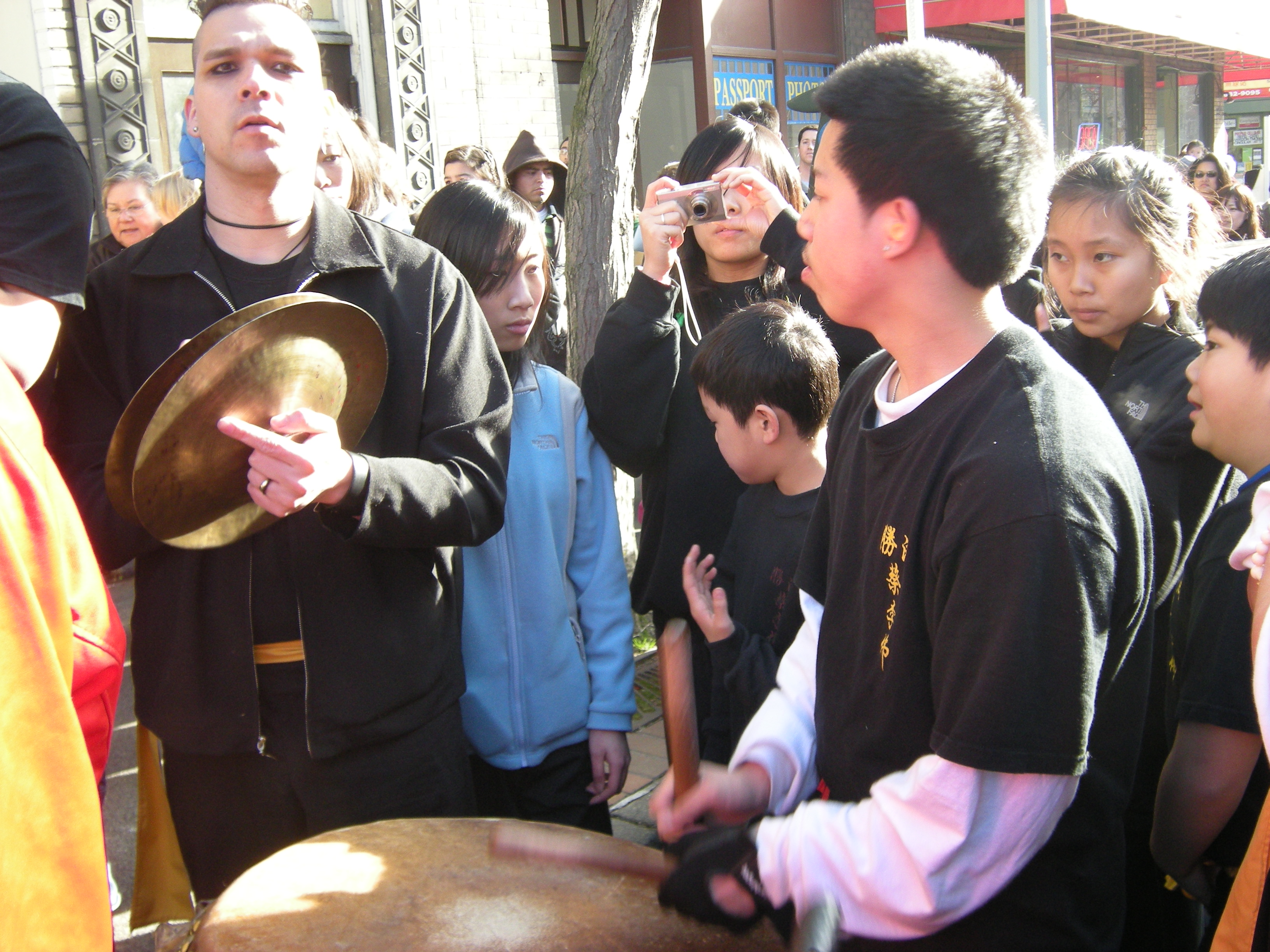
Muzikale begeleiding

Muziek speelt een belangrijke rol bij de leeuwendans. Meestal volgt de trommel de bewegingen van de leeuw; de andere instrumenten (bekkens en gong) volgen dan het ritme van de trommel. De verschillende bewegingen van de leeuw kennen elk hun eigen ritme.

## Lachende Boeddha
Een van de betekenissen van de leeuw is ‘beschermheer van Boeddha’. Bij sommige leeuwendansen komt een ‘Lachende Boeddha’ op: een kleine, lenige persoon die op zijn hoofd een rond Boeddha-masker draagt, en onder zijn gele monnikenkleren kussens heeft gebonden, zodat hij er dik uitziet. De Lachende Boeddha speelt met een waaier of een bal, en daagt met acrobatische bewegingen de leeuw uit mee te spelen.

## Acrobatiek en competitie

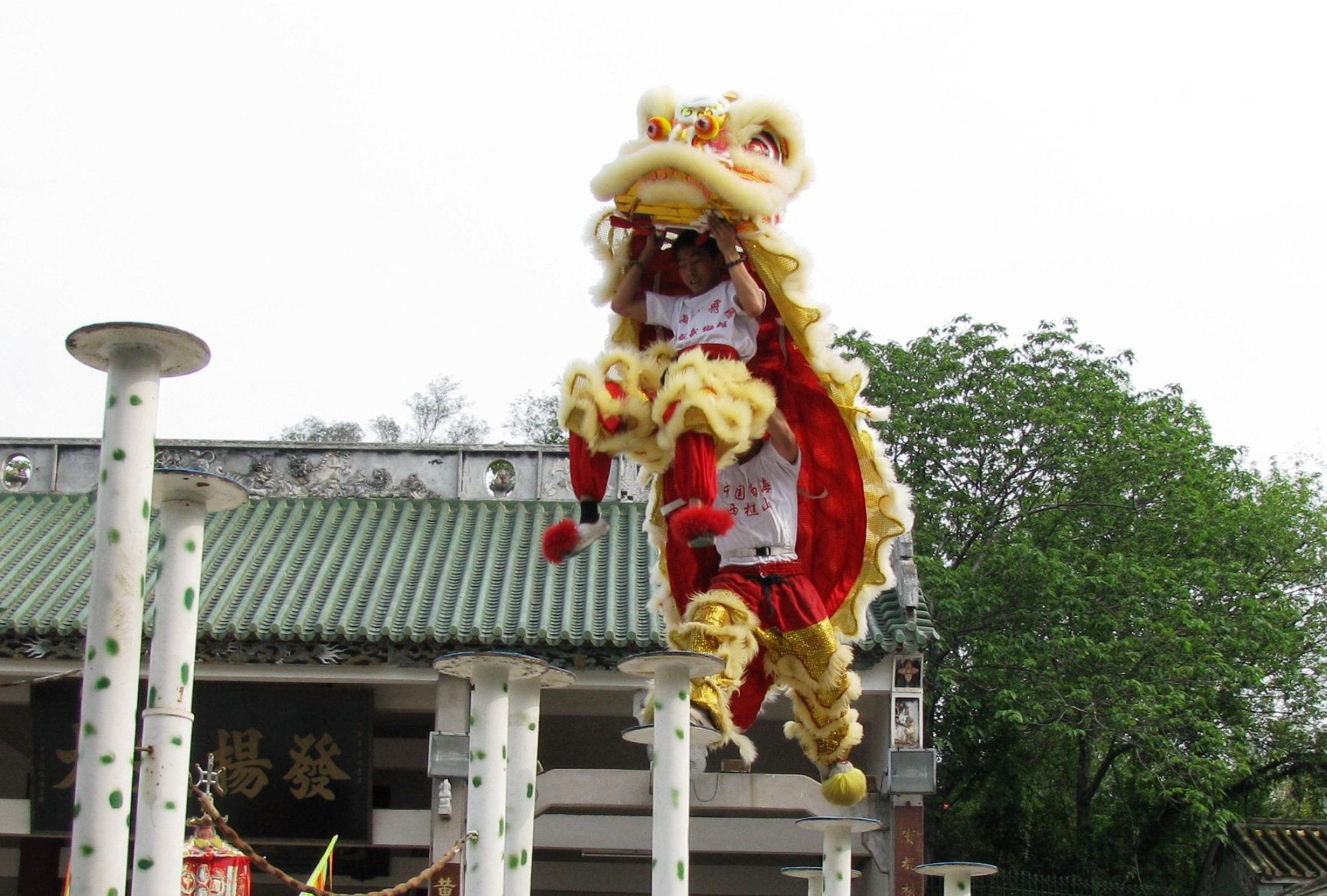
Leeuwendans op metershoge palen

Naast de wushu-passen, kan de leeuwendans acrobatische bewegingen bevatten, bijvoorbeeld sprongen, rollen, op stoelen balanceren, of rechtop gaan staan (dat wil zeggen de persoon aan het hoofd staat op de benen of schouders van de persoon aan het staarteinde).
De laatste jaren zijn deze acrobatische elementen erg populair; ze vormen het belangrijkste onderdeel van de leeuwendanscompetities die nu wereldwijd worden gehouden. Leeuwen bewegen hier op spectaculaire wijze over metershoge palen heen en weer, met sprongen en duiken.
De Leeuwendans is een van de sporten tijdens de Aziatische Indoorspelen.